# 오소도
오소도(烏昭度, ? ~ 999년 이전)는 발해 부흥운동가로 오사성(烏舍城)에서 올야국을 건국하였다. 995년에 연파와 함께 철려(철리말갈)를 침공했고, 996년에 요에 항복했다.